# フランソワ・クリストフ・ケレルマン

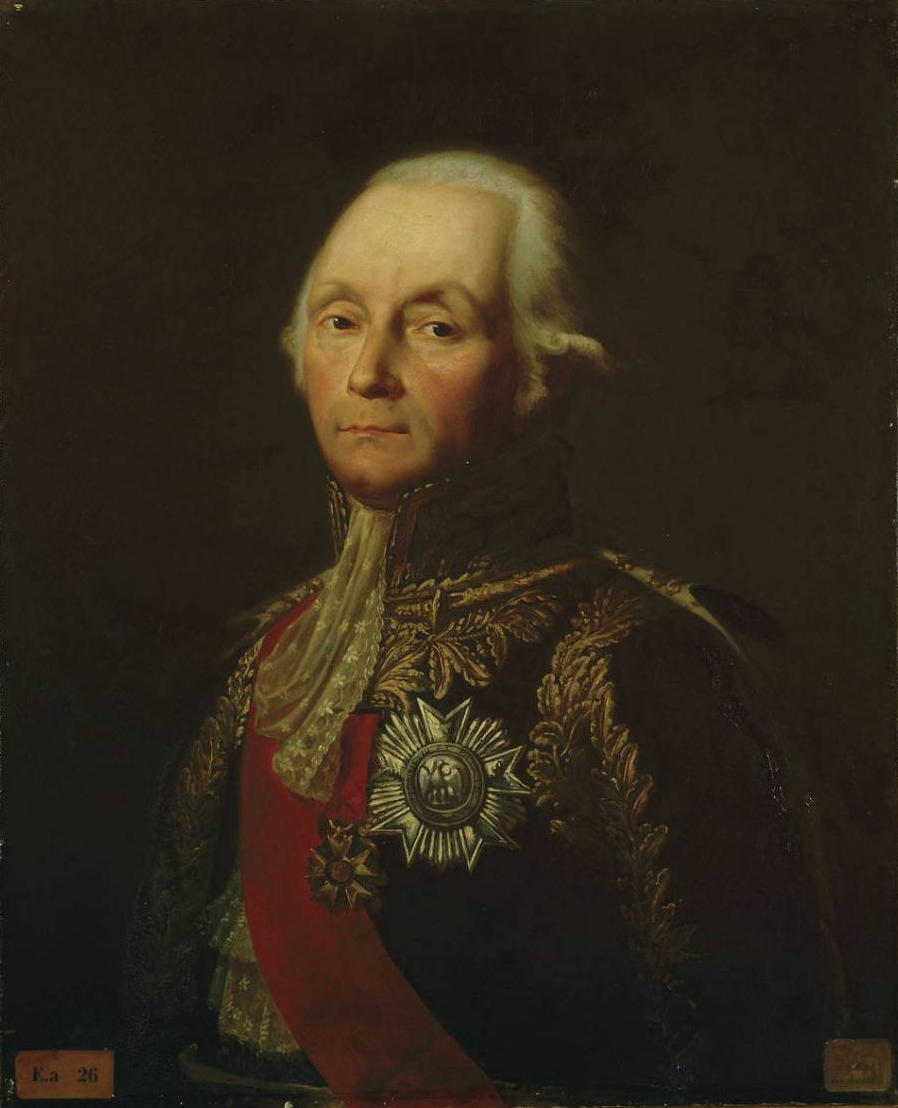
フランソワ・クリストフ・ケレルマン

フランソワ・クリストフ・ケレルマン（François Christophe Kellermann、1735年5月28日 - 1820年9月23日）は、フランス革命戦争・ナポレオン戦争期の軍人。実子に卓抜した騎兵指揮官として名を馳せたエティエンヌがいる。
1792年、ヴァルミーの戦いでプロイセン軍を撃退し、一躍有名になった。第一帝政期の1804年5月19日、69歳で元老院から名誉元帥に選ばれた。1808年6月3日、ヴァルミー公爵に叙された。

## 経歴
ケレルマンの家はもともとサクソン系で、ストラスブールに古くから住み着いた貴族である。フランソワは、フランス領アルザスのドイツ人夫妻の一人息子だった。父親はフランソワ・ド・ケレルマン、母親はマリー・フォン・ディル女男爵である。 
フランソワは志願してフランス軍に入隊し、七年戦争と、ルイ15世による1771年のポーランド侵攻に従軍した。ポーランドから帰還したときに中佐に昇進し、1784年には准将 (Brigadier des armées du roi)、翌年には少将（Maréchal de camp）となった。

## 革命期の軍歴
1789年にフランス革命が起きると、ケレルマンは熱心にその主義を受け入れ、1791年にはアルザス軍の総司令官、1792年4月には中将 (Lieutenant-général) に昇進した。その年の8月、彼の生涯にとって大きなチャンスが訪れた。彼はヴァルミーの戦いでプロイセン軍を破り、その勝利は、プロイセン軍に従軍していたゲーテによって「ここから、そしてこの日から、世界史の新たな時代が始まる。」と称えられた。ナポレオンは後日、以下のように述べている；「私は自分をこれまでに生を受けた中で最も大胆な指揮官であると思っている。しかし、その私でも（ケレルマンが指揮を執った）ヴァルミーの風車のところにわが身を置きたいとは思わない。」 
モーゼル方面の軍の指揮を執っていたとき、ケレルマンはキュスティーヌ将軍から、ライン方面におけるその作戦行動の支援を怠った廉で訴えられた。しかし、彼はパリの国民公会の審判で無罪を勝ち取り、アルプスおよびイタリア方面軍の司令官に任ぜられた。彼はそこで思慮深い指揮官かつ優れた組織者としての適性を見せた。 
その後まもなく、ケレルマンは、国民公会に反旗を翻したリヨンを制圧せよという指示を受けたが、リヨンの降伏直後から13ヵ月の間パリで収監されることとなった。その後、無罪を勝ち取ると軍務に復帰し、東南方面のオーストリア国境の防衛に成果を上げた。その任務は彼の軍がイタリア方面のナポレオン・ボナパルト将軍の軍に編入されるまで続いた。

## 帝政時代の軍歴
ケレルマンは62歳で現役を退いた。まだ身体的には頑健であったが、2年ほどの間に前線に登場した若い将軍たちは、ケレルマンに無い新しい精神と新しい兵法を備えていたのである。しかし、ヴァルミーの英雄は決して忘れられることはなかった。ナポレオンが権力を握ると、ケレルマンは1800年に元老院議員、1801年に元老院議長を歴任、1804年5月19日には名誉フランス元帥に任じられ、1808年にはヴァルミー公爵に叙せられた。 
フランス第一帝政時代のケレルマンの任務は、軍の管理と訓練であり、また連絡線の確保や予備軍の指揮も担当した。ナポレオンは、ケレルマンを、その長くて広範な経験により、最も重要な補佐官の一人として重用した。 
1814年、ケレルマンは皇帝の退位を支持し、ルイ18世の復古王政において貴族に列せられた。ナポレオンの「百日天下」以後は貴族院に身をおき、リベラル派として行動した。ミシェル・ネイ元帥の裁判では死刑判決に票を投じた。

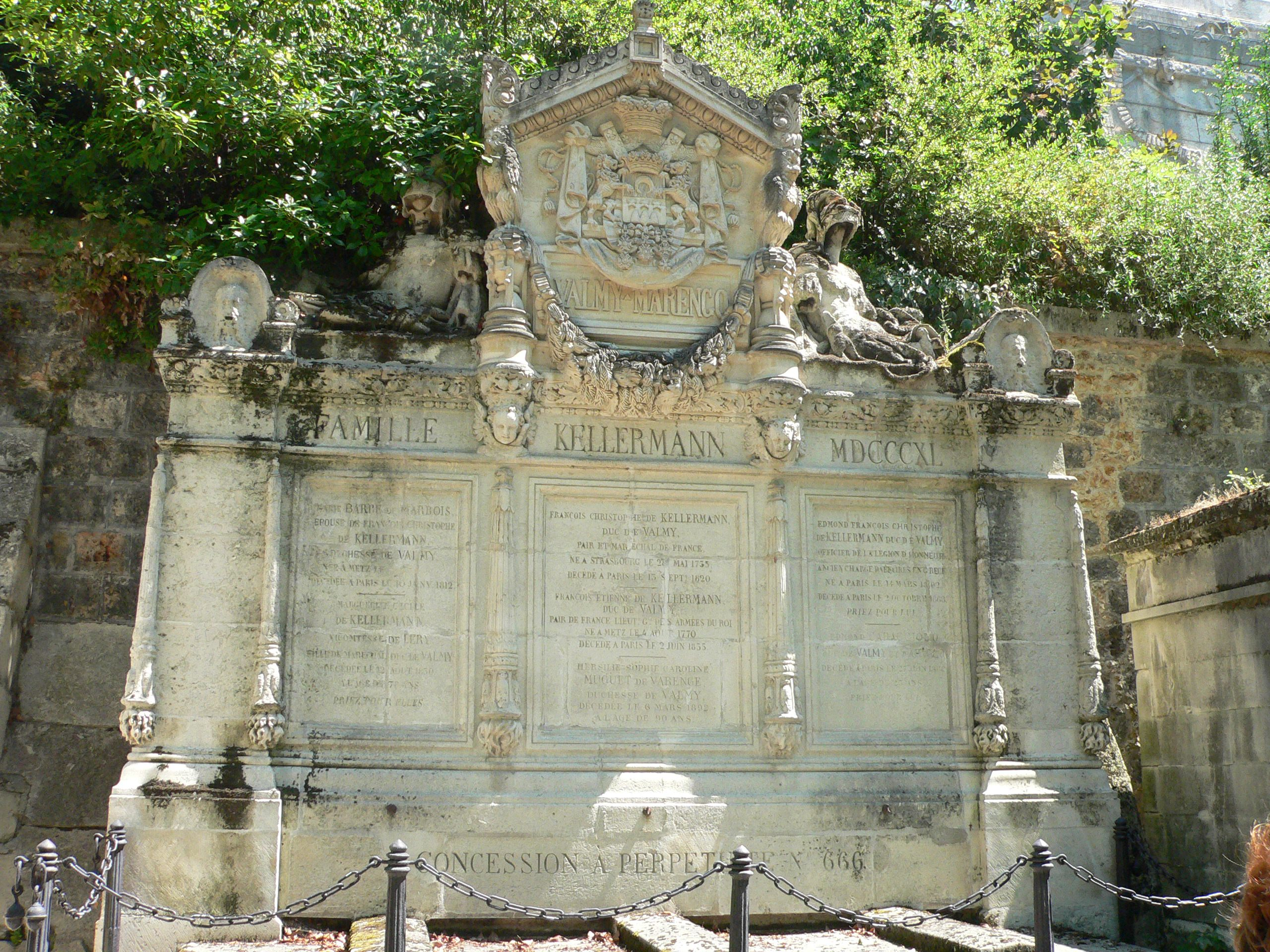
ペール・ラシェーズ墓地にあるケレルマンの墓標

ケレルマン元帥は1820年9月23日にパリで死去し、ペール・ラシェーズ墓地に葬られた。

## 子孫
息子のフランソワ・エティエンヌ・ケレルマン（2代ヴァルミー公爵）もまたナポレオンの下で戦い、マレンゴの戦いの戦功により騎兵隊の将軍に昇進した。孫のフランソワ・クリストフ・エドモン・ド・ケレルマンは政治家となった。